# کفر برا
کفر برا (به لاتین: Kafr Bara) یک منطقهٔ مسکونی در اسرائیل است که در مرکز واقع شده‌است.